# Studenciaki
Studenciaki (ang. Undeclared, 2001–2002) – amerykański serial komediowy dla młodzieży stworzony przez Judda Apatowa. Wyprodukowany przez Apatow Productions.
Jego światowa premiera odbyła się 25 września 2001 roku na kanale Fox. Ostatni odcinek został wyemitowany 12 marca 2002 roku. W Polsce serial nadawany był na kanale TVN 7.

## Opis fabuły
Serial opowiada o życiu Stevena Karpa, który w ciągu lata zmienił się z niepozornego absolwenta liceum w przystojnego studenta college'u.

## Obsada
- Jay Baruchel jako Steven Karp
- Carla Gallo jako Lizzie Exley
- Charlie Hunnam jako Lloyd Haythe
- Monica Keena jako Rachel Lindquist
- Seth Rogen jako Ron Garner
- Timm Sharp jako Marshall Nesbitt
- Loudon Wainwright III jako Hal Karp

## Spis odcinków
| N/o            | Tytuł angielski              |
| -------------- | ---------------------------- |
|                |                              |
| SERIA PIERWSZA |                              |
|                |                              |
| 01             | Prototype                    |
|                |                              |
| 02             | Oh, So You Have a Boyfriend? |
|                |                              |
| 03             | Eric Visits                  |
|                |                              |
| 04             | Jobs, Jobs, Jobs             |
|                |                              |
| 05             | Sick in the Head             |
|                |                              |
| 06             | The Assistant                |
|                |                              |
| 07             | Addicts                      |
|                |                              |
| 08             | God Visits                   |
|                |                              |
| 09             | Parent's Weekend             |
|                |                              |
| 10             | Eric Visits Again            |
|                |                              |
| 11             | Rush and Pledge              |
|                |                              |
| 12             | Hell Week                    |
|                |                              |
| 13             | Truth or Dare                |
|                |                              |
| 14             | The Day After                |
|                |                              |
| 15             | The Perfect Date             |
|                |                              |
| 16             | Hal and Hillary              |
|                |                              |
| 17             | Eric's POV                   |
|                |                              |